# A352-es autópálya (Németország)
Az A352-es autópálya (németül: Bundesautobahn 352) egy autópálya Németországban. Hossza 17 km.